# Mormyrus longirostris
O porco-de-água (Mormyrus longirostris) é um peixe do gênero Mormyrus. Esta espécie possui um focinho comprido e uma longa barbatana dorsal.